# Cucurbita sororia
Cucurbita sororia L.H. Bailey es un nombre binomial aplicado a una especie de Cucurbita por Bailey (1943) a partir de material que se distribuía en "el sur de México, en Guerrero y Oaxaca", del que tomó el "tipo" (:285). Los locales conocían la especie, informaron a Bailey que las plantas "llegan con las lluvias en abril y las calabacitas están maduras en noviembre". El nombre fue tomado de que la especie sería soror ("hermana") de Cucurbita texana (?:285).
Luego de los estudios de entrecruzas estas poblaciones se consideraron incluidas 
en la circunscripción de la especie biológica o comunidad reproductiva a la que correspondía el nombre de Cucurbita argyrosperma, y dentro de ella, los autores Merrick y Bates (1989) la ubicaron en la subespecie en la que fueron agrupadas las poblaciones silvestres que se reconocían como el ancestro de la subespecie de las poblaciones cultivadas y las espontáneas. Como este "tipo" fue el primero nombrado dentro de la subespecie, ésta recibió el nombre de Cucurbita argyrosperma subsp. sororia (L.H. Bailey) Merrick & Bates. Esa circunscripción incluyó también las poblaciones que habían sido nombradas como Cucurbita kellyana Bailey (1948), epíteto que quedó sin utilizar.
En 1995 Lira Saade en su monografía retomó los conceptos taxonómicos de una subespecie "cultivada" y una "silvestre" pero recircunscribió los grupos en relación con Merrick y Bates (1989), las "poblaciones espontáneas" de la subespecie "cultivada" fueron consideradas parte de la subespecie "silvestre", por lo que el espécimen de herbario que había sido nombrado como C. palmeri Bailey (1943) quedó ubicado en la subespecie "silvestre", y como en ésta el epíteto sororia era anterior a palmeri (fue establecido antes en la misma monografía), el epíteto palmeri quedó sin utilizar. Los nombres aceptados de las dos subespecies se mantuvieron como en Merrick y Bates (1989). "En nuestra opinión [Lira Saade, TC Andres, M Nee], las características morfológicas empleadas por Merrick y Bates (1989) para separar a las variedades cultivadas son difíciles de usar en la práctica con propósitos de identificación, mientras que en el caso de la variedad palmeri, pensamos que sus características no difieren mucho de las que pueden encontrarse en las plantas silvestres del grupo, ni tampoco de las de híbridos espontáneos entre estas últimas y las plantas cultivadas del grupo o de alguna otra especie como C. moschata. Híbridos de este tipo han sido debidamente documentados recientemente para algunas regiones de México (v.gr. los reportados entre plantas del grupo argyrosperma para el estado de Jalisco por Decker (1986) o entre la ssp. sororia y C. moschata para el estado de Chiapas por Lira 1991a y Wilson 1990). Por estas razones, nosotros hemos decidido reconocer sólo a las dos subespecies propuestas por Merrick y Bates (1989), ubicando a todos los tipos cultivados del grupo dentro de la subespecie argyrosperma y a las formas silvestres o espontáneas dentro de la subespecie sororia, manteniendo desde luego a esta última como la contraparte silvestre del grupo."